# Circoniscus incisus
Circoniscus incisus is een pissebed uit de familie Scleropactidae. De wetenschappelijke naam van de soort is voor het eerst geldig gepubliceerd in 1991 door Souza & Lemos de Castro.